# Pietro d'Acquarone
Pietro d'Acquarone, I duca d'Acquarone, IV conte d'Acquarone, nato Pietro Acquarone (Genova, 9 aprile 1890 – Sanremo, 13 febbraio 1948), è stato un nobile, politico, militare e imprenditore italiano che ricoprì la carica di Ministro della Real Casa del Regno d'Italia.
Fu una delle personalità chiave della caduta del fascismo in Italia facendo da intermediario fra il sovrano, gli esponenti politici del prefascismo e alcuni membri del Gran consiglio del fascismo, al fine di rimuovere Benito Mussolini, nominare al suo posto un governo non fascista e concordare con le Forze armate angloamericane la fine delle ostilità. Fu inoltre consigliere fidato di re Vittorio Emanuele III e dell'allora principe ereditario Umberto.
Era il nonno paterno del giornalista Filippo d'Acquarone, figlio del figlio ed erede Luigi Filippo, II duca d'Acquarone, e di Emanuela Castelbarco Pindemonte Rezzonico (figlia del conte Emanuele Alberto Castelbarco e di Wally Toscanini, figlia a sua volta del famoso direttore d'orchestra Arturo Toscanini).

## Biografia

### I primi anni e l'inizio della carriera
Pietro Acquarone nacque a Genova in Villa Acquarone (poi Villa Madre Cabrini), figlio del conte avvocato Luigi Filippo Acquarone e di sua moglie, Maria Pignatelli di Montecalvo. Giovanissimo, entrò nell'esercito, nel reggimento di cavalleria, servendo in Libia nel 1913. Nel maggio del 1915 il governo italiano entrò in guerra contro l'Impero austro-ungarico e Acquarone prestò servizio sul fronte settentrionale. Ottenne una medaglia di bronzo al valor militare al passo Falzarego il 21 agosto 1915 e una d'argento a Monfalcone il 15 maggio 1916. Dopo la guerra venne impiegato come istruttore militare del principe ereditario Umberto. Per questo compito si spostò a Roma e si legò sempre più profondamente coi membri della famiglia reale italiana.

### Uomo d'affari e attivista
Il 9 novembre 1919 Pietro Acquarone sposò Maddalena Trezza di Musella (1893-1981), figlia di Cesare e di sua moglie, l'inglese Elena Sofia Knowles. Maddalena era erede di una grande fortuna che affidò in gran parte in gestione al marito, in gran parte proprietà terriere accumulate da suo nonno attorno a Verona. L'industrializzazione e l'urbanizzazione durante gli ultimi decenni del XIX secolo avevano aumentato di molto il valore di quelle terre.
La destabilizzazione creata dalla guerra nei principali affaristi italiani spinse Acquarone a volere fortemente il ritorno ad una situazine prebellica e di conseguenza, spinto da spirito patriottico, prese parte all'impresa di Fiume accanto a D'Annunzio nel 1919/1920 ed alla marcia su Roma del 1922. Divenne successivamente seniore nella milizia fascista di Verona, pur non parteggiando mai apertamente per il partito. Dopo la morte del suocero il 18 dicembre, la moglie Maddalena ereditò un patrimonio di quasi tre milioni di lire oltre alla villa di San Martino Buon Albergo, nella periferia della città e nel 1924, raggiunto il grado di generale di brigata di cavalleria, abbandonò definitivamente la sua carriera militare per dedicarsi unicamente agli affari di famiglia. Nel novembre del 1929 divenne consulente finanziario del giornale L'Arena, il principale quotidiano di Verona.  Divenne vicepresidente della Camera di commercio di Verona, carica con la quale rilanciò il Consiglio provinciale dell'economia corporativa. Fu inoltre fondatore e direttore della società anonima finanziaria "Ditta Trezza" di Verona (1924) nonché amministratore dell'opera pia Martínez.

### Senatore
Con lettera del 27 dicembre 1933, Pietro Acquarone divenne senatore su proposta del principe ereditario (1º dicembre 1933). La nomina venne ufficializzata il 23 gennaio 1934 e Acquarone giurò il 3 maggio successivo. Acquarone venne nominato senatore "per censo", in virtù del suo patrimonio e delle tremila lire di tasse annue pagate per tre anni di seguito.

Con la sua nomina a senatore, Pietro Acquarone trascorse più tempo a Roma, motivo per cui divenne amico anche con re Vittorio Emanuele III che ne ammirava le abilità amministrative, il fiuto istintivo per gli affari e le capacità personali. Il giornalista Paolo Monelli disse di lui: 
Alla fine del 1938, Vittorio Emanuele III lo nominò Ministro della Real Casa, succedendo ad Alessandro Mattioli Pasqualini, che aveva lasciato l'incarico per raggiunti limiti di età. La nomina di Acquarone ebbe effetto a partire dal 1939 e si rivelò un successo: iniziò una riforma della Real Casa con la quale cercava di ridurre le numerose cariche della corte d'onore; il conte venne elevato al rango di duca con decreto reale del 22 settembre 1942, guadagnandosi inoltre la qualifica di uno dei consiglieri più fidati del sovrano. Il medesimo decreto reale mutò il suo cognome da Acquarone in "d'Acquarone" e venne nominato Gentiluomo di Palazzo della Regina.

### Seconda guerra mondiale e ruolo nella caduta del fascismo in Italia
Il 14 marzo 1940, tre mesi prima dell'entrata in guerra dell'Italia nel secondo conflitto mondiale, Pietro d'Acquarone si informò presso il conte Galeazzo Ciano circa le reali possibilità del coinvolgimento della penisola nel conflitto. Dopo il febbraio del 1943, quando Ciano venne trasferito dal ministero degli esteri all'ambasceria italiana in Vaticano, d'Acquarone avvicinò anche Mussolini nel tentativo di dissuaderlo dal continuare a rimanere nel Patto d'Acciaio (sottoscritto nel 1938), ma senza successo. Dalla prima metà del 1943, prese contatti stabili anche con Dino Grandi, presidente della Camera dei Fasci e delle Corporazioni e membro del Gran Consiglio del Fascismo, il quale divenne uno dei principali cospiratori contro Mussolini stesso. Immediatamente dopo la seduta del consiglio del 25 luglio 1943, fu d'Acquarone a condurre Grandi dal re per relazionare quanto accaduto.

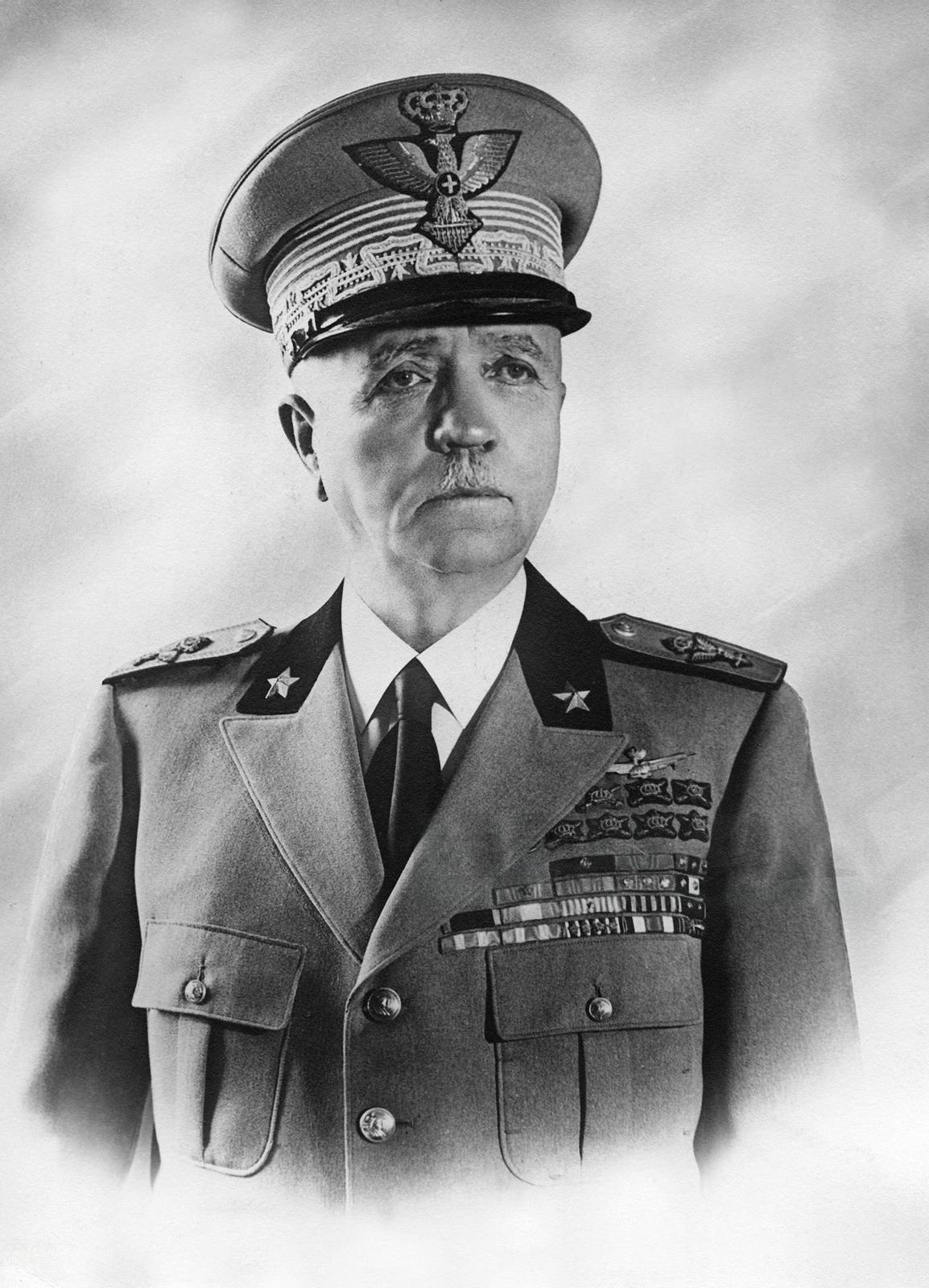
Il maresciallo d'Italia Pietro Badoglio, col quale d'Acquarone fu amico ma col quale ebbe pure dei contrasti nella gestione dello stato dopo la caduta del fascismo nel 1943

Lo storico Claudio Pavone ha suggerito come il d'Acquarone stesse lavorando a questa progressiva strategia di distanziamento della famiglia reale italiana dal fascismo già a partire dal 1940, in particolare dall'alleanza con la Germania nazista. L'idea che il re e d'Acquarone iniziarono a sviluppare fu quella di un "fascismo senza Mussolini", ovvero di un fascismo di tecnocrati guidato da anti-mussoliniani, così da creare le condizioni per un periodo di stabilizzazione, pur nel periodo delicato della guerra. D'Acquarone si oppose all'idea emersa dal luglio del 1943 di costituire un nuovo governo con Pietro Badoglio quale presidente del consiglio e quale vicepresidente l'antifascista Ivanoe Bonomi, quanto piuttosto avrebbe preferito il ruolo di Badoglio come emergenziale, proponendone poi la sostituzione con Bonomi alla liberazione di Roma da parte delle truppe angloamericane. Costruì importanti contatti in questo periodo anche coi generali Vittorio Ambrosio, Giacomo Carboni e Giuseppe Castellano, con Marcello Soleri e con Vittorio Emanuele Orlando, oltre che con lo stesso Bonomi il quale aveva contatti anche con diversi antifascisti che erano ospitati al Seminario Romano da papa Pio XII.
Mussolini venne informato di questa serie di contatti che d'Acquarone stava prendendo con diversi esponenti dal suo capo della polizia, Lorenzo Chierici, ma sembrò non dare particolare importanza alla cosa. Il 25 luglio 1943, Pietro d'Acquarone presenziò all'arresto di Benito Mussolini presso Villa Savoia dopo venti minuti di colloquio col re. Il governo Badoglio venne quindi istituito ma, come auspicato da d'Acquarone, venne costituito da tecnocrati e non più da politici. Continuò ad ogni modo a tramare nell'ombra al punto che lo stesso Ivanoe Bonomi nei suoi diari (poi pubblicati) lo definiva "l'eminenza grigia del re". Fu anche il tramite tra il re e sua nuora, Maria José del Belgio che il re sospettava di star gestendo una propria politica estera più allineata agli angloamericani che agli interessi della politica internazionale italiana.
L'armistizio firmato il 3 settembre 1943 tra d'Italia e gli alleati angloamericani non sorprese ovviamente il d'Acquarone che aveva seguito i negoziati sin dal principio. Immediatamente dopo il proclama di Badoglio, il 9 o 10 settembre 1943 si occupò del trasferimento del re, della famiglia reale e del maresciallo Badoglio a sud, sotto la protezione degli alleati che avanzavano dalla Sicilia, dapprima a Pescara e poi a Brindisi. Roma venne liberata solo nove mesi dopo. Durante il periodo di permanenza della corte a Brindisi, d'Acquarone continuò a mantenere stretti contatti per conto del re con gli uomini più fidati della nuova politica come Benedetto Croce, Enrico De Nicola, Giovanni Porzio, Giulio Rodinò e Carlo Sforza, opponendosi talvolta allo stesso Badoglio nelle decisioni. Rimaneva il fatto se ciò che rimaneva del Regno d'Italia (con governo a Brindisi) dovesse dichiarare formalmente guerra alla Germania o meno, mossa alla quale sia il re che d'Acquarone si opponevano fermamente, perché questo avrebbe avuto ripercussioni anche in quelle parti d'Italia (soprattutto al nord) non ancora liberate. Il 13 ottobre 1943 il governo Badoglio ad ogni modo decise di dichiarare formalmente guerra alla Germania nazista; lo stesso maresciallo dovette attendere l'assenza temporanea di d'Acquarone per far firmare il decreto al re e persuaderlo della necessità di tale azione in un periodo così delicato. Non appena saputa la notizia, d'Acquarone si oppose alla creazione dei Gruppi di Combattimento sotto la guida del leader della resistenza Giuseppe Pavone a Napoli tra il settembre e l'ottobre del 1943, iniziativa proposta da Benedetto Croce. L'idea di questi gruppi era quella di liberare Napoli con truppe italiane anche per una questione d'immagine, lasciando alle forze angloamericane della 1st King's Dragoon Guards e della 82nd Airborne Division. Napoli venne liberata, ma l'apporto dei corpi di volontari si rivelò ben poco incisivo.
Pietro d'Acquarone si oppose sempre all'abdicazione di Vittorio Emanuele III, azione per la quale i governi di Londra e Washington stavano facendo pressione a Badoglio. Lo stesso duca era poco convinto che il Principe ereditario Umberto fosse pronto a prendere le redini del Paese. Fu quindi su pressione di d'Acquarone che venne raggiunto un compromesso di nominare dal 10 aprile 1944 Umberto quale Luogotenente generale del Re, facendogli così assumere la maggior parte dei poteri del sovrano pur non formalizzando l'abdicazione di Vittorio Emanuele. Alcune settimane dopo, il 4 giugno 1944, ad ogni modo, Pietro d'Acquarone si dimise dal suo ruolo di Ministro della Real Casa e venne succeduto da Falcone Lucifero, il quale collaborò a stretto contatto col Principe ereditario. Ancora una volta d'Acquarone continuò a tramare in segreto per dirigere la politica nazionale al fianco del sovrano, come ministro "onorario" della Real Casa sino all'abdicazione di Vittorio Emanuele III il 9 maggio 1946, ritirandosi quindi a vita privata.
Il 29 marzo 1944, l'Alta corte di giustizia per le sanzioni contro il fascismo, alla quale erano stati deferiti i senatori per valutarne la condotta e dichiararne l'eventuale decadenza, emise un'ordinanza favorevole al senatore D'Acquarone, con la quale fu mantenuto nella carica fino alla formale dissoluzione del Senato del Regno avvenuta il 7 novembre 1947.

### Ultimi anni

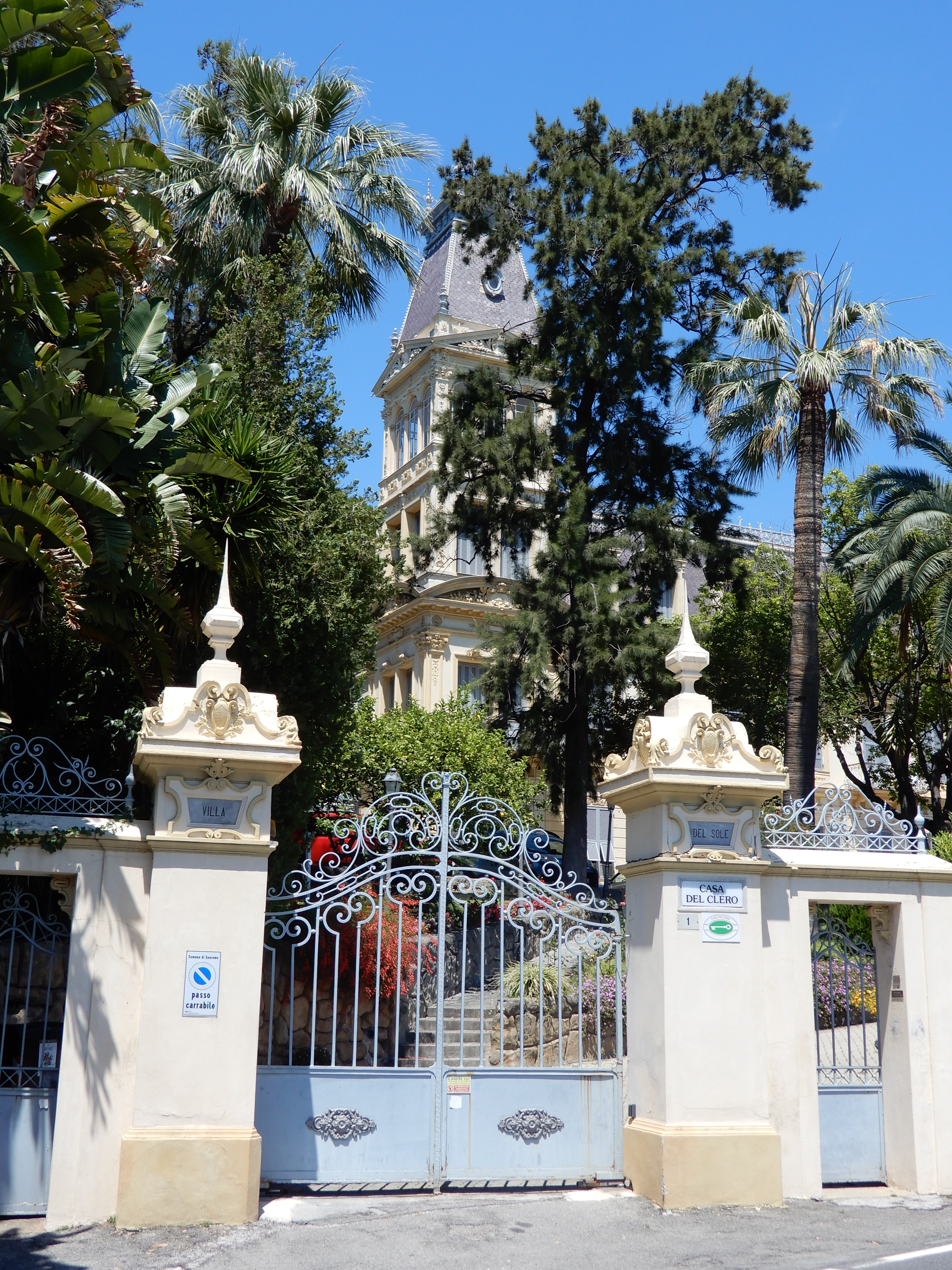
Villa del Sole a Sanremo dove il duca d'Acquarone si spense nel 1948

Nel 1946, il duca d'Acquarone si ritirò a San Martino Buon Albergo, presso Verona, riprendendo la piena gestione dei suoi affari di famiglia e occupandosi attivamente di Villa Musella, antica residenza della famiglia della moglie, i cui giardini vennero riprogettati da Russell Page, celebre architetto del verde.
Negli anni trenta aveva acquistato Villa del Sole, una grandiosa villa fin de siècle a Sanremo,  dove si spense il 13 febbraio 1948. Le sue spoglie vennero portate a Genova, sua città natale, ove fu sepolto a fianco alla madre nel cimitero di Staglieno.

## Nella cultura di massa
- Nella serie tv del 2024 La lunga notte - La caduta del Duce 	Pietro d'Acquarone è interpretato da Francesco Biscione.

## Ascendenza
|                                                |                                           |                                             | Genitori                                     |  |  | Nonni |  |  | Bisnonni                                       |  |  | Trisnonni         |  |
|                                                |                                           |                                             |                                              |  |  |       |  |  | Giacomo Filippo Acquarone, I conte d'Acquarone |  |  | Tommaso Acquarone |  |
|                                                |                                           |                                             |                                              |  |  |       |  |  | Giacomo Filippo Acquarone, I conte d'Acquarone |  |  | Tommaso Acquarone |  |
|                                                |                                           |                                             |                                              |  |  |       |  |  | Giacomo Filippo Acquarone, I conte d'Acquarone |  |  |                   |  |
| Pietro Acquarone, II conte d'Acquarone         |                                           |                                             |                                              |  |  |       |  |  | Giacomo Filippo Acquarone, I conte d'Acquarone |  |  |                   |  |
|                                                |                                           |                                             |                                              |  |  |       |  |  |                                                |  |  |                   |  |
|                                                |                                           |                                             |                                              |  |  |       |  |  |                                                |  |  |                   |  |
|                                                |                                           |                                             |                                              |  |  |       |  |  |                                                |  |  |                   |  |
| Luigi Filippo Acquarone, III conte d'Acquarone |                                           |                                             |                                              |  |  |       |  |  |                                                |  |  |                   |  |
|                                                |                                           |                                             |                                              |  |  |       |  |  |                                                |  |  |                   |  |
|                                                |                                           |                                             |                                              |  |  |       |  |  |                                                |  |  |                   |  |
|                                                |                                           |                                             |                                              |  |  |       |  |  |                                                |  |  |                   |  |
| Maria Gabriella Landolina di Torrebruna        |                                           |                                             |                                              |  |  |       |  |  |                                                |  |  |                   |  |
|                                                |                                           |                                             |                                              |  |  |       |  |  |                                                |  |  |                   |  |
|                                                |                                           |                                             |                                              |  |  |       |  |  |                                                |  |  |                   |  |
|                                                |                                           |                                             |                                              |  |  |       |  |  |                                                |  |  |                   |  |
| Pietro d'Acquarone, I duca d'Acquarone         |                                           |                                             |                                              |  |  |       |  |  |                                                |  |  |                   |  |
|                                                | Carlo Pignatelli, VIII duca di Montecalvo | Giuseppe Pignatelli, VII duca di Montecalvo |                                              |  |  |       |  |  |                                                |  |  |                   |  |
|                                                | Carlo Pignatelli, VIII duca di Montecalvo | Giuseppe Pignatelli, VII duca di Montecalvo |                                              |  |  |       |  |  |                                                |  |  |                   |  |
|                                                | Carlo Pignatelli, VIII duca di Montecalvo | Doristella Caracciolo d'Arena               |                                              |  |  |       |  |  |                                                |  |  |                   |  |
| Alfonso Pignatelli di Montecalvo               | Carlo Pignatelli, VIII duca di Montecalvo |                                             |                                              |  |  |       |  |  |                                                |  |  |                   |  |
|                                                |                                           | Carolina Caracciolo di Torella              | Giuseppe Caracciolo, VII principe di Torella |  |  |       |  |  |                                                |  |  |                   |  |
|                                                |                                           | Carolina Caracciolo di Torella              | Giuseppe Caracciolo, VII principe di Torella |  |  |       |  |  |                                                |  |  |                   |  |
|                                                |                                           | Carolina Caracciolo di Torella              | Caterina Saliceti                            |  |  |       |  |  |                                                |  |  |                   |  |
| Maria Pignatelli di Montecalvo                 |                                           | Carolina Caracciolo di Torella              |                                              |  |  |       |  |  |                                                |  |  |                   |  |
|                                                |                                           |                                             |                                              |  |  |       |  |  |                                                |  |  |                   |  |
|                                                |                                           |                                             |                                              |  |  |       |  |  |                                                |  |  |                   |  |
|                                                |                                           |                                             |                                              |  |  |       |  |  |                                                |  |  |                   |  |
| Marianna Pandolfelli                           |                                           |                                             |                                              |  |  |       |  |  |                                                |  |  |                   |  |
|                                                |                                           |                                             |                                              |  |  |       |  |  |                                                |  |  |                   |  |
|                                                |                                           |                                             |                                              |  |  |       |  |  |                                                |  |  |                   |  |
|                                                |                                           |                                             |                                              |  |  |       |  |  |                                                |  |  |                   |  |
|                                                |                                           |                                             |                                              |  |  |       |  |  |                                                |  |  |                   |  |